# مرکز ملی اطلاعات زمین‌لرزه
مرکز ملی اطلاعات زمین‌لرزه (انگلیسی: National Earthquake Information Center) یا به اختصار NEIC، بخشی از سازمان زمین‌شناسی ایالات متحده آمریکا (USGS) است که در پردیس مدرسه معادن کلرادو در گلدن، کلرادو قرار دارد. این مرکز دارای سه مأموریت اصلی است:
- نخست، مرکز ملی اطلاعات زمین‌لرزه مکان و اندازه تمام زمین‌لرزه‌های مهم را که در سرتاسر جهان رخ می‌دهند، با حداکثر سرعت و دقت تعیین می‌کند. NEIC این اطلاعات را فوراً در اختیار آژانس‌های ملی و بین‌المللی، دانشمندان، تأسیسات حیاتی و عموم مردم قرار می‌دهد.
- در مأموریت دوم، NEIC پایگاه داده لرزه‌نگاری گسترده‌ای را جمع‌آوری کرده و در اختیار دانشمندان و عموم قرار می‌دهد که به عنوان پایه ای محکم برای تحقیقات علمی عمل می‌کند. این داده‌ها اساساً از طریق بهره‌برداری از شبکه‌های لرزه‌نگاری ملی و جهانی دیجیتال مدرن و از طریق قراردادهای همکاری بین‌المللی گردآوری می‌شود. NEIC مرکز داده و آرشیو ملی ایالات متحده برای اطلاعات زمین لرزه است.
- در مأموریت سوم، NEIC یک برنامه تحقیقاتی فعال را برای بهبود توانایی خود در مکان‌یابی زمین‌لرزه‌ها و درک سازوکار زمین‌لرزه دنبال می‌کند. این تلاش‌ها همگی با هدف کاهش خطرات ناشی از زمین‌لرزه برای بشر انجام می‌شود و با همکاری بین‌المللی خوب که از دیرباز مشخصه علم لرزه‌شناسی بوده، امکان‌پذیر شده‌اند.

مرکز ملی اطلاعات زمین‌لرزه با استفاده از ترکیبی از ابزارهای خودکار و بررسی‌های انسانی، بزرگی گشتاوری زمین‌لرزه‌ها و اطلاعات مکانی آن را در اسرع وقت پس از وقوع زمین‌لرزه تعیین می‌کند. از آنجا که حرکت امواج زمین‌لرزه به دور کره زمین زمان می‌برد، بزرگی گشتاوری تخمینی ممکن است با دریافت اطلاعات بیشتر تغییر کند. NEIC از لرزه‌نگاشت‌های ثبت‌شده در ایالات متحده آمریکا و همچنین در سراسر جهان استفاده می‌کند. در حالی که این مرکز تا آنجا که می‌تواند داده جمع‌آوری می‌کند، برخی از کشورها به دلایل سیاسی داده‌های لرزه‌ای را در اختیار ایالات متحده قرار نمی‌دهند.
اغلب اوقات و پس از وقوع یک زمین‌لرزه بزرگ، پرسنل مرکز ملی اطلاعات زمین‌لرزه اغلب توسط رسانه‌های خبری به عنوان کارشناس و متخصص شناخته می‌شوند، بنابراین NEIC دارای مشخصات عمومی بالاتری نسبت به سایر بخش‌های سازمان زمین‌شناسی ایالات متحده است.